# Get Together
Get Together è un singolo della cantante statunitense Madonna, pubblicato il 30 maggio 2006 come terzo estratto dal decimo album in studio Confessions on a Dance Floor.
La canzone è un richiamo ai ritmi freestyle del Danceteria, un locale che Madonna frequentò durante la sua permanenza a New York nei primi anni ottanta. Contiene sonorità disco. Ricevette una nomination ai Grammy Awards come Miglior singolo dance.

## Il singolo
Il singolo del brano ha raggiunto la prima posizione in classifica in paesi come Ungheria e Spagna, mentre nel resto del mondo ha ottenuto un successo inferiore agli altri singoli estratti dallo stesso album, spesso non entrando neanche nella top 10 delle classifiche.

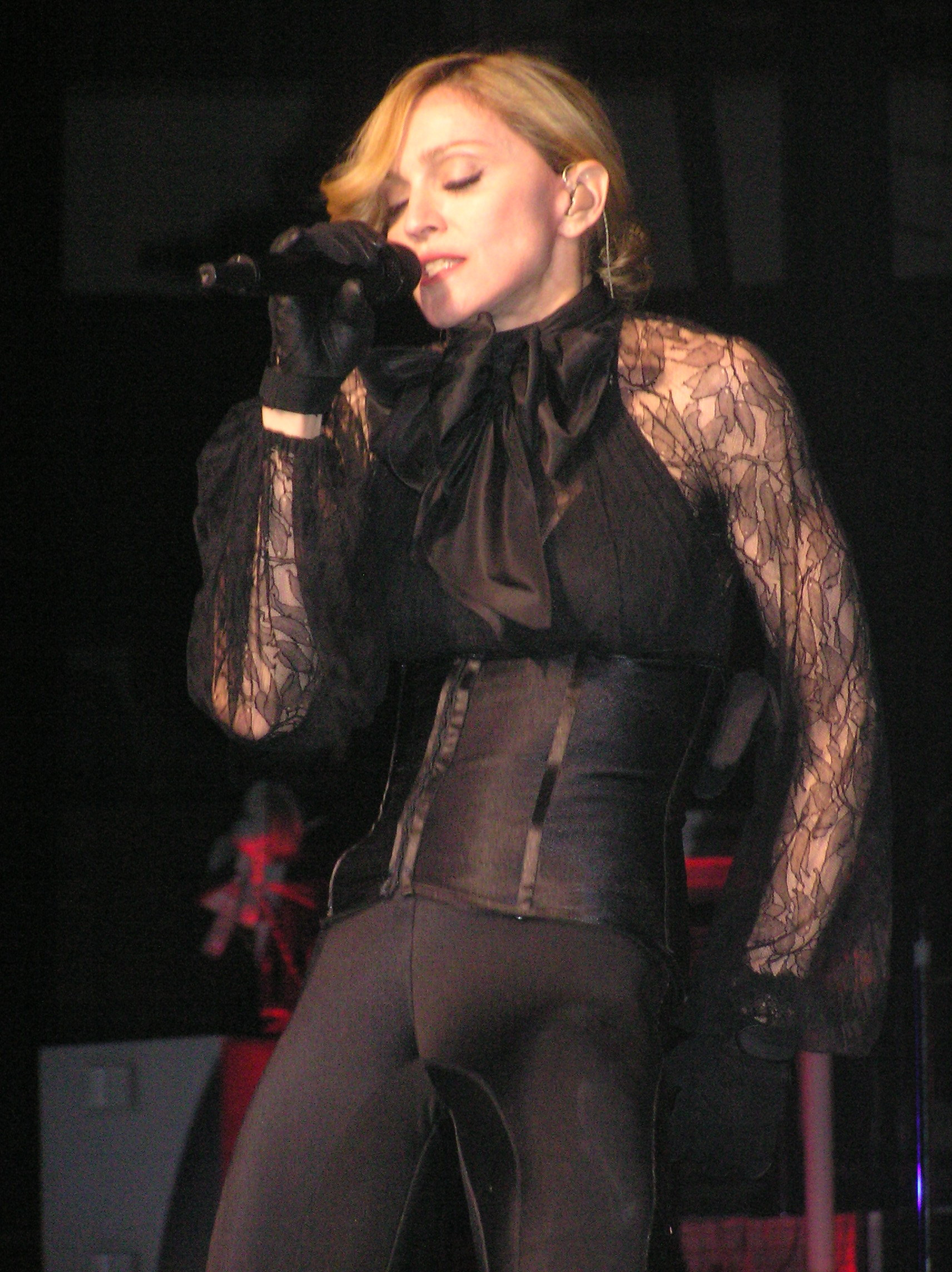
Get Together al Confessions Tour

## Video musicale
I due video musicali hanno caratterizzato la performance dal vivo di Madonna al Koko Club di Londra il 15 novembre 2005 durante il suo tour promozionale per l'album. È stato diretto dalla Logan, una compagnia di animazione digitale di Venice (California) e dal suo team di produzione. Le animazioni e i disegni sono stati realizzati dall'artista Nathaniel Howe. Howe è stato contattato dal produttore esecutivo dei Logan Studios, Kevin Shapiro, e prenotato come animatore 3D/2D. La concettualizzazione e il lavoro sul video sono iniziati il 1 maggio 2006. È stato ispirato dal lavoro dell'artista di fumetti italiano Milo Manara e dalla fantascienza retrò. Diversi software come Maya, After Effects e RealFlow sono stati utilizzati per far emergere i diversi ambienti nel video. Howe ha spiegato ulteriormente il processo creativo in un'intervista con il sito fan di Madonna "Drowned Madonna". Ha detto:
"Durante le fasi iniziali del video ci siamo concentrati sulla prova di diversi look in 3D per vedere come il colore, l'ambiente e la cinematografia completavano la canzone. Mentre ciò accadeva, veniva assemblato il montaggio del filmato grezzo. Man mano che la modifica si evolveva, abbiamo ristretto le tecniche e l'aspetto dei mondi. Prima ancora che avessimo il blocco dell'immagine, stavamo inserendo scatti 3D renderizzati; questo ci ha davvero permesso di mettere a punto sia l'editing che gli effetti per lavorare insieme alla canzone. Man mano che questo progrediva, inviavamo regolarmente dei test alla Warner Bros. e al campo di Madonna."
Madonna è stata coinvolta nel guardare le anteprime del lavoro svolto e ha passato i suoi commenti tramite Shapiro al team di sviluppo. Dopo che gli effetti fluidi nel video sono stati completati, Logan e Howe hanno perfezionato e rivisitato le inquadrature ed eliminato ogni discrepanza, incorporando i commenti di Madonna.
Il video inizia mostrando il mondo in evoluzione dalla sua genesi. Immagini di vulcani in eruzione, dinosauri e onde di marea lampeggiano per mostrare Madonna e i suoi due ballerini di supporto che cantano la canzone mentre sono in piedi su una collina. Continua in questo movimento fluido fino al verso intermedio quando la Madonna viene mostrata strisciare sotto le onde e le spirali. Mentre la canzone si sposta di nuovo verso il ponte, la scena cambia dalle montagne a un paesaggio urbano. Madonna e i suoi ballerini vengono mostrati mentre ballano e cantano la canzone su un grattacielo. Il video termina con Madonna in piedi sull'edificio e la telecamera che effettua la messa a fuoco automatica fuori dal pannello.
Nel 2009, una versione alternativa del video è stata inclusa nella compilation di Madonna, Celebration: The Video Collection.

## Versioni e remix ufficiali
- Mixed Version - 5:30
- Unmixed iTunes exclusive version - 5:15
- Video/radio edit - 3:58
- Jacques Lu Cont Mix
- Tiefschwarz Remix
- Danny Howells & Dick Trevor KinkyFunk Mix
- James Holden Remix

### Tracce

#### CD singolo
1. Get Together (Radio Edit)
2. Get Together (Jacques Lu Cont Mix Edit)

#### CD Maxi singolo
1. Get Together (Radio Edit)
2. Get Together (Jacques Lu Cont Mix)
3. Get Together (Tiefschwarz Remix)

#### CD Maxi singolo americano
1. Get Together (Album Version) - 5:30
2. Get Together (Jacques Lu Cont Mix) - 6:18
3. Get Together (Danny Howells & Dick Trevor KinkyFunk Mix) - 9:13
4. Get Together (Tiefschwarz Remix) - 7:34
5. Get Together (James Holden Remix) - 8:00
6. I Love New York (Thin White Duke Mix) - 7:43

#### CD Maxi singolo inglese
1. Get Together (Album Version) - 5:30
2. Get Together (Jacques Lu Cont Mix)
3. Get Together (Danny Howells & Dick Trevor KinkyFunk Mix)
4. Get Together (Tiefschwarz Remix)
5. Get Together (James Holden Remix)

#### Digital Remixes
1. Get Together (Album Version) - 5:30
2. Get Together (Jacques Lu Cont Mix) - 6:17
3. Get Together (Danny Howells & Dick Trevor KinkyFunk Mix) - 9:10
4. Get Together (Tiefschwarz Remix) - 7:33
5. Get Together (James Holden Remix) - 8:01
6. I Love New York (Thin White Duke Mix) - 7:42

## Formazione
- Voce — Madonna
- Registrata da Stuart Price a Shirland Road
- Assistant engineer – Alex Dromgode
- Audio mixing — Mark "Spike" Stent
- Master recording by Brian "Big Bass" Gardner

## Classifiche

### Classifiche settimanali
| Classifica (2006)   | Posizione massima |
| ------------------- | ----------------- |
| Australia           | 13                |
| Austria             | 35                |
| Belgio (Fiandre)    | 22                |
| Belgio (Vallonia)   | 33                |
| Danimarca           | 12                |
| Francia             | 26                |
| Germania            | 28                |
| Irlanda             | 17                |
| Italia              | 2                 |
| Paesi Bassi         | 14                |
| Regno Unito         | 7                 |
| Spagna              | 1                 |
| Svezia              | 15                |
| Svizzera            | 24                |
| Ungheria (download) | 1                 |

### Classifiche di fine anno
| Classifica (2006) | Posizione |
| ----------------- | --------- |
| Belgio (Vallonia) | 87        |